# Hawkfield
Hawkfield (en irlandais, Gort an tSeabhaic) est un townland  du comté de Kildare, en Irlande.
Il est situé entre Pollardstown Fen et le Bog of Allen, tous les deux riches d'une flore et d'une faune rares et abondantes.